# Мачесни Парк (Илиноис)
Мачесни Парк (енгл. Machesney Park) град је у америчкој савезној држави Илиноис.

## Демографија
По попису из 2010. године број становника је 23.499, што је 2.74 (13,2%) становника више него 2000. године.
| Група             | 2000.          | 2010.          |
| Белци             | 19.443 (93,7%) | 20.837 (88,7%) |
| Афроамериканци    | 284 (1,4%)     | 666 (2,8%)     |
| Азијати           | 201 (1,0%)     | 365 (1,6%)     |
| Хиспаноамериканци | 584 (2,8%)     | 1.172 (5,0%)   |
| Укупно            | 20.759         | 23.499         |